# WE电子竞技俱乐部
WE电子竞技俱乐部（英語：Team WE，2016年前为Team World Elite），2019年起冠名为西安曲江WE电子竞技俱乐部，是一个成立于2005年4月21日的电子竞技俱乐部，下设英雄联盟、魔兽争霸、炉石传说等分部。其英雄联盟分部参加了中国大陆的英雄联盟职业联赛，也曾在IPL5赛事中获得冠军。

## 俱乐部历史
WE俱乐部成立于2005年，队名英文全称为"World Elite"（世界菁英）。《魔兽争霸3》与《星际争霸》为主要项目，其时最著名选手为魔兽争霸3项目的李晓峰(WE.Sky)。如今俱乐部投入最大项目为《英雄联盟》。

### WE1.0（2011-2014）
WE英雄联盟分部成立于2011年，为中国英雄联盟职业化初期的主要强队之一，其在2011-2013年间曾获得多项LOL赛事冠军，并一度创下各项赛事48场连胜的世界纪录，该纪录在世界范围内至今仍未被打破。草莓（Caomei）、诺言（Clearlove）、若风（Misaya）、微笑（Weixiao）和风中追风（Fzzf）等队员组成的队伍被誉为WE1.0。
2012年S2世界总决赛，WE在八强赛与CLG.EU的比赛过程中，由于主办方使用公共服务器进行比赛，因此游戏频繁出现断网，导致前两局比赛进行了9个小时。决胜局比赛于一个星期后在临时建立的本地网络上举行。最终WE以1：2不敌对手，止步八强。
随后在IPL5世界总决赛上，WE一路不败打进决赛。决赛中WE以3：1战胜Fnatic成功夺得IPL5冠军。
2013年开始，由于版本适应、战术落后等原因，WE陷入低谷。中单若风退役，打野诺言、辅助Fzzf转投EDG电子竞技俱乐部，新转入队员并未能和老队员有默契配合，无缘S3中国区预选赛。
2014年LPL夏季赛上，WE战队以0：2败于EDG战队战队，无缘世界赛。赛季结束后，ADC微笑和上单草莓退役。WE最早的一批队员全部离队。

### WE2.0（2015-2019）
2015年，WE开始了不断的轮换磨合。队伍的成绩也因为不断的轮换而持续走低。最终WE战队在春季赛以2:3败于EDG战队，止步八强。夏季赛中，队伍仅取得了3胜11平8负的成绩，位列倒数，不得不和次级联赛的UP战队进行保级赛。最终队伍以3:0取胜，勉强保住了LPL的席位。
2016年，队伍大胆提拔了青训队中的上单957和打野Condi，并签下了辅助Zero，围绕xiye和Mystic重建队伍。在春季赛上WE战队一改上赛季排名倒数的颓势，最终战胜QG战队取得季军，夏季赛取得第四名。但在S6世界赛的名额争夺赛上被IM战队以2:3翻盘。无缘英雄联盟2016赛季全球总决赛。
2017年，队伍并没有做出太大人员调整，只签下了辅助Ben与原辅助Zero进行轮换。在比赛中队伍保持了之前的不俗发挥。4月29日，在2017年英雄联盟职业联赛春季赛总决赛上，WE战队以3:0战胜RNG战队夺得队史第一个LPL联赛冠军。5月21日，在2017年MSI季中邀请赛上，WE战队以小组赛第二名的进入淘汰赛，但在淘汰赛以1：3败于G2战队止步四强。2017年10月29日，在上海举行的英雄联盟2017赛季全球总决赛上，WE从入围赛过关斩将晋级到四强，但在半决赛中以1:3负于韩国战队SSG。
2018年春季，WE进行了教练的更换，新教练viNylCat未能延续队伍的良好走势，同时队中打野Condi也因个人问题影响发挥，队伍不得不临时从青训队伍提拔Magic，签下Melon以进行替补。春季赛上，队伍名列西区第四，在季后赛上不敌RNG电子竞技俱乐部。
2018年夏季，WE将俱乐部主场迁回起创始地西安市，并获得当地政府大力支持。队伍通过签约和提拔组成了多达11人的阵容，其中不乏imp等知名选手。但夏季赛上WE并没有亮眼的发挥，仅名列西区倒数第二，早早退出世界赛的争夺。赛季结束后教练viNylCat离队，功勋队员Weixiao临危受命，转型主教练加入队伍。
2019年，队伍在保留xiye和Mystic双核心的情况下，放走了打野Condi、辅助Ben、ADC.Imp等选手，引进了没有太多比赛经验的韩援上单Poss，提拔青训队辅助Missing打野beishang。在春季赛上，队伍依靠最后几轮的发挥排名联盟第5，但在季后赛第一轮不敌JDG电子竞技俱乐部。夏季赛WE更换教练为Dog8，开局收获五连败，虽然在最后几轮收获连胜，但仍旧因为赛季初的失利过多而排名第九，无缘季后赛和世界赛的争夺。赛季末，队伍进行了大面积调整，决定放弃中下路双核心的打法。2019年12月，队伍官方宣布中单选手xiye与ADC选手Mystic合约到期离队。
12月14日，俱乐部官方宣布与教练JinJin（金光华）和Dog8（蔡学裕）解约；12月16日，俱乐部宣布前LMS战队AHQ的教练Domo（龚育德）加入队伍，担任主教练一职。
12月17日，俱乐部公布了s10春季赛的大名单，原领队inkwan（李仁冠）成为队伍经理。前JDG上单Morgan（朴基泰）、前LNG中单Plex（裴浩英）以及前EDG.Y中单Yimeng（陈铭墉）加入队伍。同时上单队员Clever9（万志聪）被下调至次级联赛队伍WE.A。
2020年1月7日，战队在官方微博发布声明，上单老将957正式退役，转型为LPL官方解说。1月18日WE新赛季的揭幕战上为957举行退役仪式。至此，S5-S7时期，曾拿下无数荣誉的WE主力阵容（粉丝称呼为WE2.0）全部离队。

### WE3.0（2020-2021）
2020年伊始，队伍开始新一轮重建，以全年轻队员组成的WE3.0从春季赛开始征战LPL。4月20日，WE在常规赛最后一轮中以2-1战胜OMG，从而力压OMG拿下联赛第八名，晋级季后赛。在季后赛第一轮中，WE以3-1下克上战胜了EStar电子竞技俱乐部，但在第二轮中以1-3不敌拥有Karsa、Jackeylove和Knight的滔搏电子竞技俱乐部，以第六名结束了春季赛的征程。
在4月30日结束的LDL（英雄联盟发展联盟，LPL的次级联赛）联赛末轮中，WE的二队WE.A以2-0战胜LGD.Y，以全胜战绩拿下本赛季LDL春季赛冠军。这也是WE青训体系时隔6年后的再次夺冠。
5月25日，俱乐部官方宣布了S10夏季赛的名单，带领队伍拿下LDL春季赛冠军的二队首发中单Shanks和教练Changan上调至一队。在夏季赛中，WE以第8名进入季后赛，但在首轮以1-3不敌LGD，最终只保留了春季赛获得的10分世界赛积分，无缘秋天在上海举行的英雄联盟2020赛季全球总决赛。队伍ADC.Jiumeng被评为赛季最佳新秀。冬歇期间，队伍官宣上单Poss和Morgan、助理教练Noex离队，曾在2018年效力一队的打野Magic于10月15日宣布在青训队伍WE.A退役，本赛季屡有惊喜发挥的中单Teacherma退居幕后转型直播，随后在S13成为LPL官方解说员。
12月，WE官方宣布续约Beishang，Jiumeng，签下OMG的Curse，以Breathe的身份加盟WE，并将Shanks提上首发。春季赛中WE常规赛排名第6，季后赛第二轮0-3不敌SN。休赛期间WE签下了中单Mole，以及原先v5的教练Assassin代替Domo。夏季赛常规赛取得第7进入季后赛。
季后赛中WE以首轮出战，接连战胜OMG，BLG，RA进入半决赛，但0-3不敌FPX进入败者组，随后又以0-3不敌从败者组打回的EDG，无缘决赛。但WE收获了80点世界赛积分，使其得以进入S11区域选拔赛。但遭遇两连败的WE并没有恢复状态，首战以0-3完败RNG，次战又以1-3败给LNG，最终结束本赛季全部比赛。
原本只需要赢一场便可进入世界赛，最终却高开低走成为“卖票小子”（最后四连败输给的所有队伍都拿到了世界赛的门票），极大的打击了队伍的自信。赛季结束后，队伍上到管理下到队员进行了大面积的人员更换，下路双人组Missing和Elk，上单Breathe，中单Mole均离队。队伍开始新一波重建，至此WE3.0正式落幕。

### WE4.0（2021-2022）
2021年12月，在大部分主力离队的情况下，WE以年轻队员为基础出战新赛季，除了上单引入BLG的biubiu，老将xiye重新加盟，中单Shanks和打野beishang留队，其余位置全部启用LDL新人。
春季赛中，WE以4-12的成绩位列第15。赛休期间队伍引入了出道于WE的下路smlz，以及辅助Reheal，但队伍的成绩并没有起色，反而由于人员的不固定而接连落败，最终以0-16的全败成绩结束整个赛季，成为继2021夏季赛的V5后，又一只赛季全败的队伍（两支队伍的教练都为Assasin）。
赛季结束后，队伍与教练Assassin解约，打野beishang成为自由人，下路smlz和Reheal离队，队伍进入新一轮重建期。

### WE5.0（2022-）
2022年12月，WE官方宣布，曾经带队拿下S9世界赛冠军的教练战马加入队伍，并签下来自JDG的下路Hope，以及曾效力于LNG的辅助Iwandy（两名队员曾在EDG.Y担当过下路组合），此外还从LDL战队YM引入年轻打野Heng，中单Shanks和上单biubiu留队组成全新阵容征战S13常规赛。春季赛中，队伍在常规赛最后一场战胜NIP，以第十名晋级季后赛，随后以1:3不敌TES遭到淘汰。休赛期队伍没有进行人员调整，夏季赛虽然开局取得连胜，但在常规赛后半段，面对较强对手发挥不佳，最终虽以第9名晋级，但首轮季后赛便1-3负于EDG，结束了全年的征程。

## 英雄联盟

### 荣誉
冠军:
- 英雄联盟职业联赛(1)：2017春
- 英特尔极限高手杯(3)：2011（广州站）、2013（上海站）、2014（深圳站）
- 全国电子竞技大赛(1)：2015
- 英伟达游戏群英汇(2)：2012、2013
- G联赛(G-League)(1)：2013
- IPL(IGN ProLeague)(1)：2012
- HAN Pro League(1)：2012
- 腾讯TGA大奖赛(2)：2012夏、2012冬
- 腾讯游戏嘉年华(1)：2011
- 电子竞技大师赛(World GameMaster Tournament)(1)：2012
- 世界电子竞技大师赛（英语：World e-Sports Games）：2012
- StarsWar(1)：2012
- 龙争虎斗杯(1)：2012

亚军:
- 德玛西亚杯(2)：2014春、2014夏
- 全国电子竞技大赛(1)：2013
- 英伟达游戏群英汇(1)：2014
- 亚洲室内暨武艺运动会(1)：2013

## 魔兽争霸3
魔兽争霸3分部为WE最早设立的分部，在中国电子竞技的萌芽期输送了大量人才，其中Sky，suhO等成为国内电子竞技初期的代表人物。
(名单为2009年10月17日阵容)
| ID          | 姓名   | 角色     |
| ----------- | ------ | -------- |
| Sky         | 李晓峰 | 人族     |
| Infi        | 王诩文 | 人族     |
| suhO        | 苏昊   | 暗夜精灵 |
| TeD         | 曾卓   | 不死族   |
| Like        |        | 兽族     |
| Future      |        | 兽族     |
| 09.Panxiang |        | 不死族   |

### 荣誉
世界电子竞技大赛
冠军(3):2005(Sky)、2006(Sky)、2009(Infi)、2013(TeD)
亚军(1):2007(Sky)

## 王者荣耀
以下名单为2025年KPL夏季赛王者荣耀职业联赛春季赛阵容：

### 教练组
| ID   | 姓名   | 位置       | 国籍           |
| ---- | ------ | ---------- | -------------- |
| ccq  | 陈泉   | 主教练     | 中华人民共和国 |
| 静谧 | 陈浩田 | 副教练     | 中华人民共和国 |
| 油组 | 秦子敬 | 数据分析师 | 中华人民共和国 |
| cqq  | 陈泉   | 助教       | 中华人民共和国 |
| Moss | 张云翼 | 领队       | 中华人民共和国 |

### 2025年夏季赛大名单队员[2]
| ID           | 姓名     | 位置   | 国籍           |
| 西安WE       | 西安WE   | 西安WE | 西安WE         |
| ------------ | -------- | ------ | -------------- |
| 百兽（队长） | 房庆友   | 对抗路 | 中华人民共和国 |
| 牛牛         | 周士羽   | 对抗路 | 中华人民共和国 |
| 嘉宝         | 康祺     | 打野   | 中华人民共和国 |
| 小等风       | 姜荣     | 打野   | 中华人民共和国 |
| 开心         | 陈永恒   | 中路   | 中华人民共和国 |
| 离荒         | 刘秦嵩原 | 中路   | 中华人民共和国 |
| 佩恩         | 文帅     | 发育路 | 中华人民共和国 |
| 久酷         | 王滔     | 游走   | 中华人民共和国 |
| 孤柚柚       | 姚程浩   | 游走   | 中华人民共和国 |

### 历史效力成员
| ID     | 姓名     | 位置   | 离队时间 | 国籍           |
| 西安WE | 西安WE   | 西安WE | 西安WE   | 西安WE         |
| ------ | -------- | ------ | -------- | -------------- |
| 御天   | 杜从高   | 对抗路 | 2022.1   | 中华人民共和国 |
| 晚星   | 王恒鸿   | 打野   | 2022.1   | 中华人民共和国 |
| 小A    | 杨荣鑫   | 中路   | 2022.1   | 中华人民共和国 |
| 一洋   | 欧阳一洋 | 发育路 | 2022.1   | 中华人民共和国 |